# Líneas de Nazca

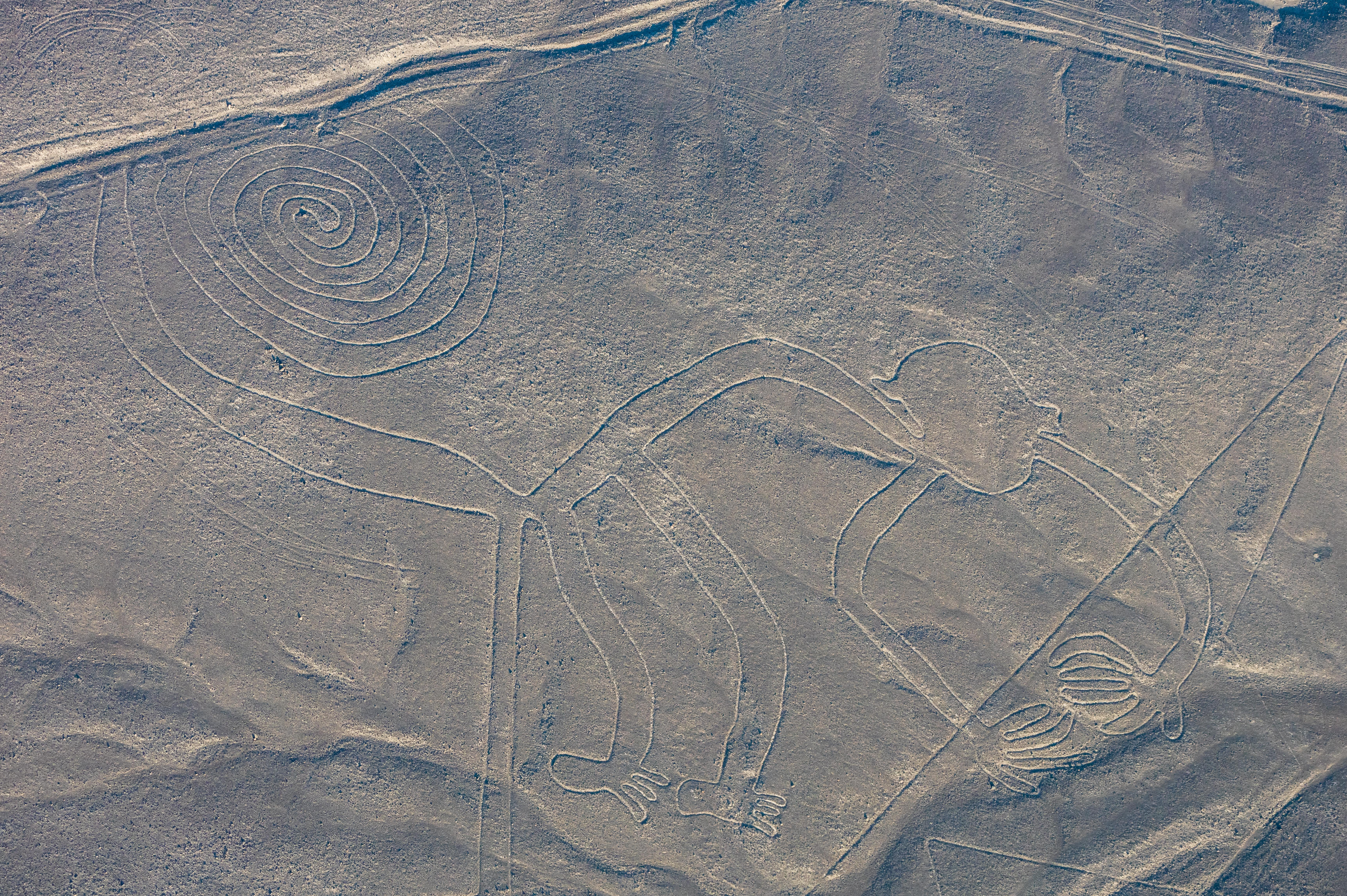
Vista aérea del «Mono», tomada en julio de 2015, uno de los geoglifos más conocidos de las Líneas de Nazca, situadas en el Desierto de Sechura.

Las líneas de Nazca (o Nasca) y geoglifos de pampas de Jumana o simplemente líneas de Nazca o Nasca son antiguos geoglifos que se encuentran en las pampas de Jumana, en el desierto de Nazca, entre las poblaciones de Nazca y Palpa, en el departamento de Ica (Perú). Fueron trazadas por la cultura nazca y están compuestas por varios cientos de figuras que abarcan desde diseños tan simples como líneas, hasta complejas figuras zoomorfas, fitomorfas y geométricas que aparecen trazadas sobre la superficie terrestre. Desde 1994, el Comité de la Unesco ha inscrito Las líneas y geoglifos de Nazca y de Pampas de Jumana como Patrimonio de la Humanidad.

## Descripción

### Primeras culturas
La cultura nazca, con semejantes coordenadas de desarrollo que la de Paracas que había florecido entre los años 700 a. C. y 200 d. C., abarca un marco temporal entre los años 100 d. C. y 600 d. C.

### Extensión
En el Perú, a 450 kilómetros al sur de Lima y cerca del océano Pacífico, se encuentran las pampas de Ingenio, Nazca, Palpa y Socos. Entre Palpa y Nazca, en la pampa de Socos, se ubican estas líneas trazadas en el suelo, cuyo ancho oscila entre los 40 y los 210 centímetros.
Es una tierra entre negruzca y rojiza que se torna violácea al anochecer. Un semicírculo de cerros en la lejanía conforman un gigantesco anfiteatro natural abierto hacia el poniente.
En esta región miles de líneas se extienden por 520 km², y algunas incluso se prolongan hasta un área de 800 km².
Las longitudes de las líneas son variables. Algunas pueden llegar a medir hasta 285 m de largo.

### Trazado
Técnicamente las líneas de Nazca tienen una desviación pequeña. Probablemente, los nazcas usaron cuerdas para no desviarse en el trazo de las cerca de 1000 rectas (algunas de varios kilómetros de largo) y dibujaron las cerca de 800 figuras antropomorfas, zoomorfas, fitomorfas y geométricas, mediante la traslación de modelos realizados a escala a grandes cuadrículas hechas con estacas y cordeles. Luego, el excepcional clima de la región (donde prácticamente no llueve) premió el ingenio de aquellos humanos preservando su obra.

### Clima de la región
Las pampas de Jumana están situadas a una altitud de 330 m s. n. m. y mantienen una temperatura media anual de 25 grados centígrados en una de las zonas más secas del planeta, lo que ayuda a conservar los dibujos. El aire caliente actúa como un "colchón" que impide que las líneas se borren porque obliga al viento a cambiar su dirección.
| Parámetros climáticos promedio de Las Pampas de Jumana                 | Parámetros climáticos promedio de Las Pampas de Jumana | Parámetros climáticos promedio de Las Pampas de Jumana | Parámetros climáticos promedio de Las Pampas de Jumana | Parámetros climáticos promedio de Las Pampas de Jumana | Parámetros climáticos promedio de Las Pampas de Jumana | Parámetros climáticos promedio de Las Pampas de Jumana | Parámetros climáticos promedio de Las Pampas de Jumana | Parámetros climáticos promedio de Las Pampas de Jumana | Parámetros climáticos promedio de Las Pampas de Jumana | Parámetros climáticos promedio de Las Pampas de Jumana | Parámetros climáticos promedio de Las Pampas de Jumana | Parámetros climáticos promedio de Las Pampas de Jumana | Parámetros climáticos promedio de Las Pampas de Jumana |
| Mes                                                                    | Ene.                                                   | Feb.                                                   | Mar.                                                   | Abr.                                                   | May.                                                   | Jun.                                                   | Jul.                                                   | Ago.                                                   | Sep.                                                   | Oct.                                                   | Nov.                                                   | Dic.                                                   | Anual                                                  |
| ---------------------------------------------------------------------- | ------------------------------------------------------ | ------------------------------------------------------ | ------------------------------------------------------ | ------------------------------------------------------ | ------------------------------------------------------ | ------------------------------------------------------ | ------------------------------------------------------ | ------------------------------------------------------ | ------------------------------------------------------ | ------------------------------------------------------ | ------------------------------------------------------ | ------------------------------------------------------ | ------------------------------------------------------ |
| Temp. máx. abs. (°C)                                                   | 37                                                     | 39                                                     | 37                                                     | 35                                                     | 32                                                     | 31                                                     | 29                                                     | 30                                                     | 32                                                     | 35                                                     | 35                                                     | 36                                                     | 39                                                     |
| Temp. máx. media (°C)                                                  | 31.7                                                   | 32.3                                                   | 32.3                                                   | 31.4                                                   | 29.3                                                   | 28.1                                                   | 26.3                                                   | 27.5                                                   | 29.3                                                   | 29.9                                                   | 30.8                                                   | 31                                                     | 30                                                     |
| Temp. media (°C)                                                       | 24.25                                                  | 25.05                                                  | 24.6                                                   | 23.1                                                   | 20.75                                                  | 18.7                                                   | 17.1                                                   | 18.4                                                   | 19.7                                                   | 20.7                                                   | 21.6                                                   | 22.95                                                  | 21.4                                                   |
| Temp. mín. media (°C)                                                  | 16.8                                                   | 17.8                                                   | 16.9                                                   | 14.8                                                   | 12.2                                                   | 9.3                                                    | 7.9                                                    | 9.3                                                    | 10.1                                                   | 11.5                                                   | 12.4                                                   | 14.9                                                   | 12.8                                                   |
| Temp. mín. abs. (°C)                                                   | 9                                                      | 11                                                     | 9                                                      | 8                                                      | 6                                                      | 5                                                      | 3                                                      | 4                                                      | 6                                                      | 6                                                      | 7                                                      | 8                                                      | 3                                                      |
| Precipitación total (mm)                                               | 2                                                      | 2                                                      | 0                                                      | 0                                                      | 0                                                      | 0                                                      | 0                                                      | 0                                                      | 0                                                      | 0                                                      | 0                                                      | 0                                                      | 4                                                      |
| Días de precipitaciones (≥ )                                           | 1                                                      | 1                                                      | 0                                                      | 0                                                      | 0                                                      | 0                                                      | 0                                                      | 0                                                      | 0                                                      | 0                                                      | 0                                                      | 0                                                      | 2                                                      |
| Fuente: Climate-data.org (http://es.climate-data.org/location/764107/) |                                                        |                                                        |                                                        |                                                        |                                                        |                                                        |                                                        |                                                        |                                                        |                                                        |                                                        |                                                        |                                                        |

### Apreciables no solo desde el aire
Contrariamente a la creencia popular, las líneas de Nazca no son apreciables solo desde el aire, sino que pueden ser fácilmente vistas desde las colinas circundantes. De hecho fueron descubiertas por el arqueólogo peruano Toribio Mejía Xesspe, que las divisó mientras hacía senderismo en la zona en 1927. Los vuelos sobre las Líneas de Nazca han sufrido algunas emergencias a lo largo del tiempo, siendo algunas de ellas fatales; sin embargo las aeronaves cuentan con un riguroso programa de mantenimiento supervisado en todo momento por la Autoridad Aeronáutica Peruana (Dirección General de Aviación Civil).[cita requerida]

### Declaraciones
- Mediante RJ 421-INC del 26 de junio de 1993 se declara área de reserva arqueológica, integrante del patrimonio cultural de la nación.
- Mediante RDN 654-INC del 11 de agosto de 2004 se precisan sus límites.[7]

## Descubrimiento, estudio y significado
La primera referencia a dichas figuras pertenece al conquistador Pedro Cieza de León en 1547. Este vio “señales en algunas partes del desierto que circunda Nazca”. Después de que Cieza de León observara “señales” sobre la llanura desértica, el corregidor Luis Monzón quiso darles un sentido y escribió en 1568 que las líneas eran carreteras.

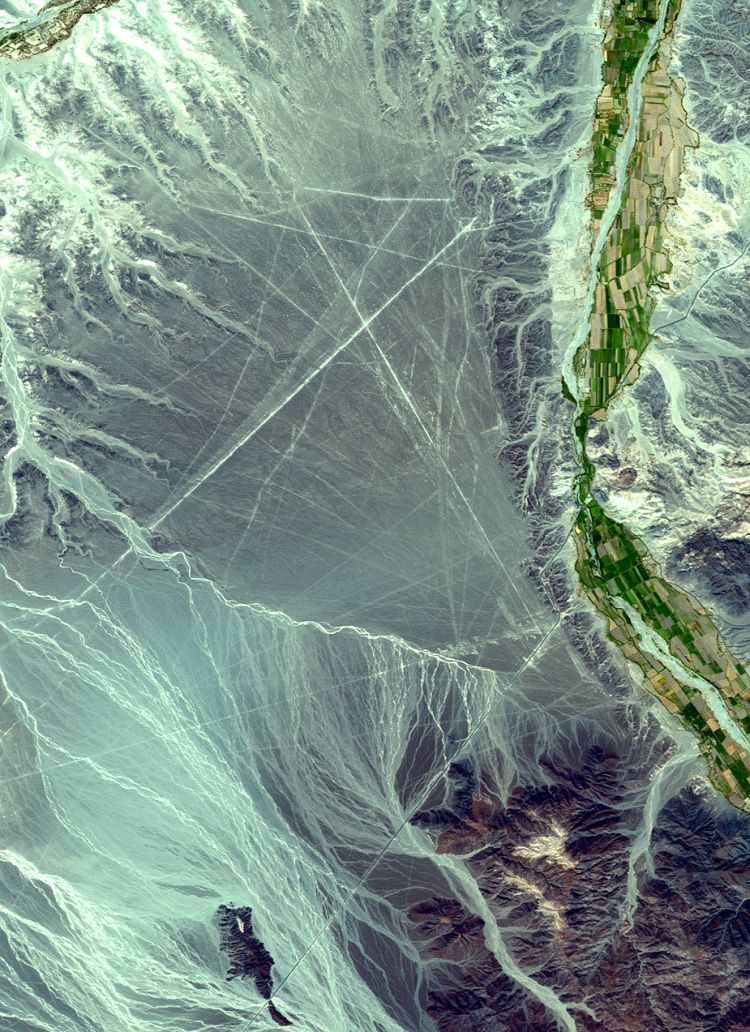
Imagen satelital de las líneas de Nazca.

Aunque pueden ser vistas parcialmente desde las colinas próximas, los primeros en distinguirlas fueron pilotos militares y civiles peruanos. En 1932 los arqueólogos Julio César Tello y Toribio Mejía Xesspe realizaron la primera investigación científica sobre las líneas. Tello conjeturaba que se trataba de simples caminos. En 1942 prosigue sus investigaciones el historiador estadounidense John Rowe, quien las considera “centros de adoración”. Este enigma le entusiasmará hasta su muerte en 1969. Su discípulo, el matemático Max Uhle, que dedicó 60 años al estudio de los geoglifos, aventuró la hipótesis de que dichos dibujos tenían un significado esencial, podía tratarse de un gigantesco calendario. 
Paul Kosok, antropólogo estadounidense que investigó las líneas de Nazca desde la década de 1930 hasta fines de los 50, determinó mediante la técnica del carbono-14 que datan del 550 d. C. y en 1941 propuso la hipótesis que las líneas eran signos calendáricos y astronómicos. Llamó a las líneas “el calendario de mayor escala en el mundo”. Después que regresó a su país en 1949, su compañera, la alemana María Reiche, siguió sus investigaciones sobre las líneas de Nazca, esta dedicó el resto de su vida al estudio, conservación y difusión de este legado de la cultura nazca. Kosok y Reiche adelantaron una de las primeras explicaciones dadas sobre las líneas de Nazca, que estas tuvieron como propósito apuntar al sol y a los cuerpos celestes en el lejano horizonte. Henri Stierlin en su libro Nazca. La solución de un enigma arqueológico (1983) plantea que las rectas funcionaban como telares y las figuras tenían un carácter protector. Aunque la hipótesis no ha sido demostrada, la obra es una aproximación sensata al enigma de nazca.
El primer estudio de campo sistemático sobre estos dibujos se debe, tras cinco temporadas de trabajo de campo, al equipo arqueológico de la Fundación Suiza Liechtenstein para las Investigaciones Arqueológicas en el Exterior, encabezado por los arqueólogos Markus Reindel y Johny Isla Cuadrado desde 1996. Han documentado y excavado más de 650 yacimientos y han conseguido trazar la historia de la cultura que generó estos dibujos, además de darles un sentido científico.
Vistas de cerca, estas líneas se convierten en simples surcos en el suelo. Las características geológicas de la pampa propician que no sea necesario mucho más para obtener un resultado visible. La superficie está compuesta por una capa de guijarros de un color rojizo oscuro causado por la oxidación, que cubre otra de un color amarillento claro. La coincidencia de los motivos de la cerámica nazca con las figuras dibujadas en la llanura ha llevado a los arqueólogos a concluir que las líneas fueron hechas entre 200 y 600 a. C. Los nazcas se limitaron a retirar las piedras superiores siguiendo un trazado que previamente habían señalado con estacas, unidas por cordeles, a partir de un modelo a escala menor y unas dosis de geometría. Las piedras eliminadas eran acumuladas en pequeños túmulos que todavía se conservan. El método de trabajo ha sido completamente reconstruido a partir de las pruebas recogidas por las expediciones arqueológicas.
El aprovisionamiento de agua jugó un importante papel en la región. Las excavaciones han sacado a la luz pequeñas cavidades en los geoglifos en las que se han encontrado ofrendas religiosas de productos agrícolas y animales, sobre todo marinos. Los dibujos formaban un paisaje ritual cuyo fin debió ser propiciar la invocación del agua. Además se han encontrado estacas, cordeles y ensayos de figuras. De estos elementos tan simples se sirvieron los antiguos pobladores de Nazca para trazar los dibujos. Asimismo, hay que recordar que es una de las zonas más secas del mundo, lo que favorece la conservación de los dibujos.
Una investigación realizada por Nicola Masini y Giuseppe Orefici en Pampa de Atarco, cerca del centro ceremonial de Cahuachi, ha puesto de relieve una relación espacial, funcional y religiosa entre los geoglifos y los templos de Cahuachi. Con la ayuda de técnicas de detección remota satelital, los investigadores italianos han detectado y analizado cinco grupos de geoglifos, cada uno caracterizado por distintos motivos, patrones y funciones. El más importante se caracteriza por motivos serpenteantes o en zigzag con una clara función ceremonial, trapecios y líneas que convergen hacia las pirámides de Cahuachi.
Una reciente investigación publicada en 2021 en el Journal of Tourism and Heritage Research determina que las líneas de Nazca son un complejo sistema de gestión de agua, un uso muy perfeccionado de la ya conocida técnica pre-inca llamada "cosechas de agua", basados en la obra del informático peruano Luis H. Cabrejo, El Código Nasca: Conectividad de la Geometría Hidráulica en las Pampas de Nasca en la cual el autor describe en 2010 el funcionamiento de los sistemas de control, transporte y gestión del agua ante cambios climáticos para fines agrícolas.

## Figuras

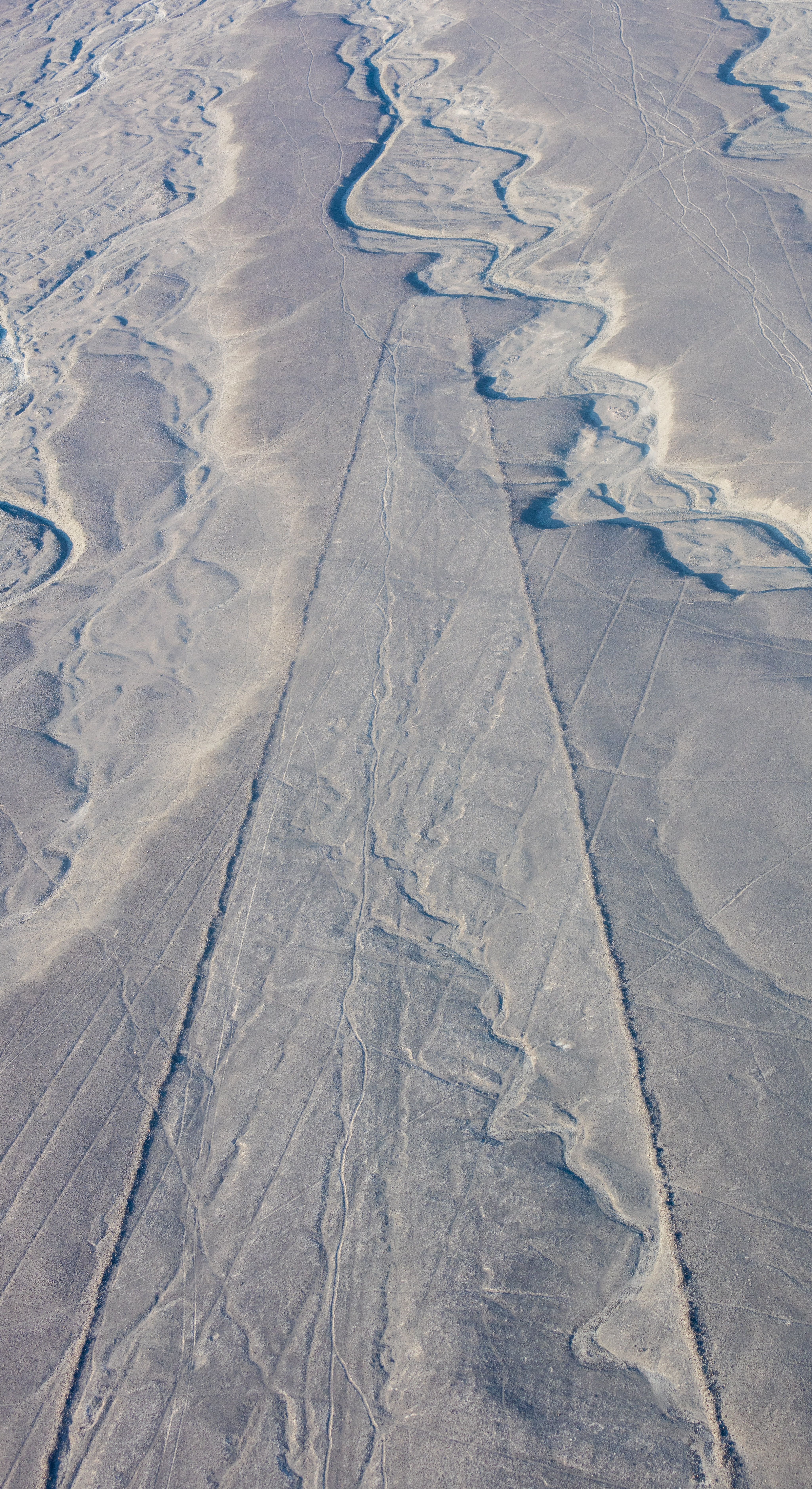
Formas geométricas.

Son numerosas las figuras que se hallan en Nazca, particularmente en la Pampa de San José: figuras geométricas, meandros, representaciones animales, vegetales y humanas, laberintos, y otros dibujos geométricos.
Lo más representativo son los dibujos de animales: aves de entre 259 y 275 metros de largo (colibríes gigantes, cóndores, la garza, la grulla, el pelícano, la gaviota, el loro y otras), un mono, una araña, un caracol, una ballena de 27 metros, un perro con patas y cola larga, una figura antropomorfa, dos llamas, etc. En la categoría de reptiles, un lagarto, que fue cortado al construirse la carretera Panamericana Sur, una iguana, una lagartija, y una serpiente. Muchos de los dibujos se encuentran mezclados con líneas y espirales.
Casi todos los dibujos fueron hechos en la superficie llana; solo hay unos pocos en las laderas de las colinas. Casi todas las figuras que se sitúan en las laderas representan hombres. Algunos están coronados por tres o cuatro líneas verticales que quizás representen las plumas de un tocado ceremonial (algunas momias peruanas llevaban tocados de oro y plumas).
Las figuras de las laderas aparecen menos definidas que las del desierto quizás porque las piedras que han rodado por la ladera han borrado los detalles.
Con los últimos estudios realizados por la universidad Yamagata de Japón son más de 150 los geoglifos hasta hoy encontrados en las Pampas de Nazca, los cuales fueron descubiertos mediante una inteligencia artificial especializada en identificar dichas figuras.
Los dibujos son menores en cantidad comparados con los diseños geométricos que consisten en cientos y cientos de líneas, triángulos y cuadrángulos que ocupan grandes extensiones de terreno. Su técnica de construcción fue cuidadosa mediante la que los topógrafos del pasado llevaron las líneas a cerros y barrancos sin desviarse de su dirección original.
La profundidad de las líneas nunca excede 30 cm y algunas son simples rasguños en la superficie, pero aun así pueden ser reconocidas cuando el sol está bajo y el relieve se acentúa.

### Galería

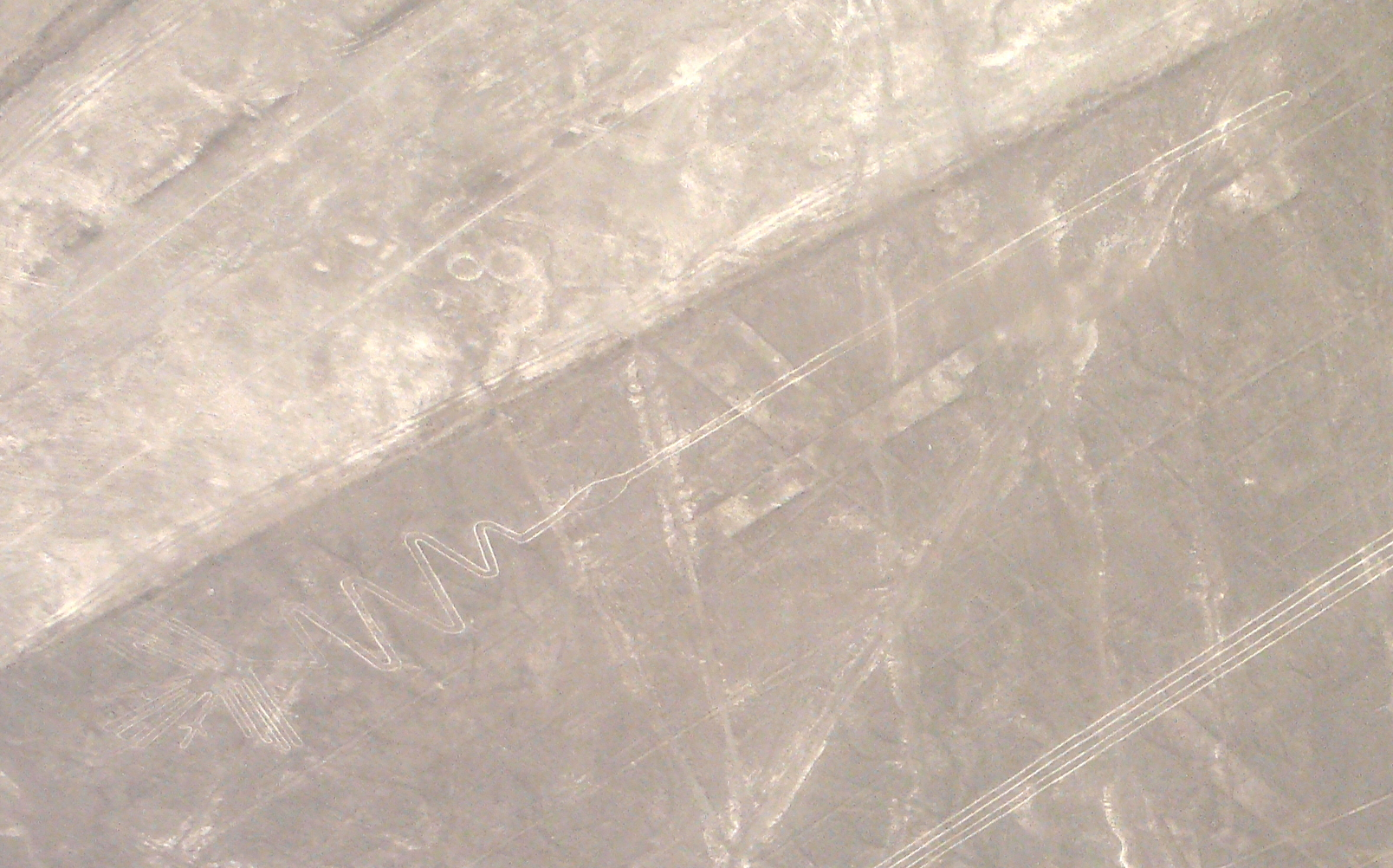
El alcatraz
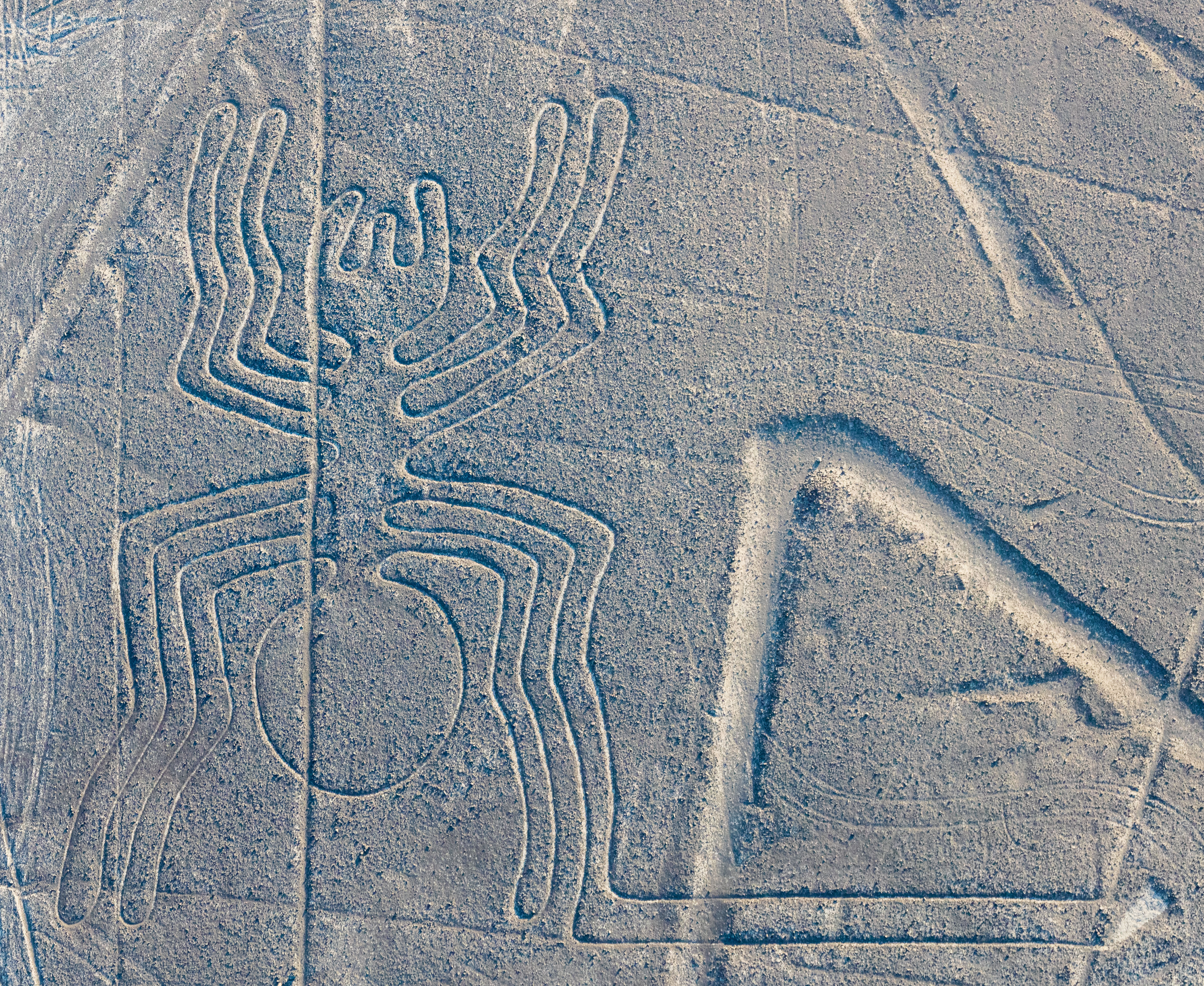
La araña
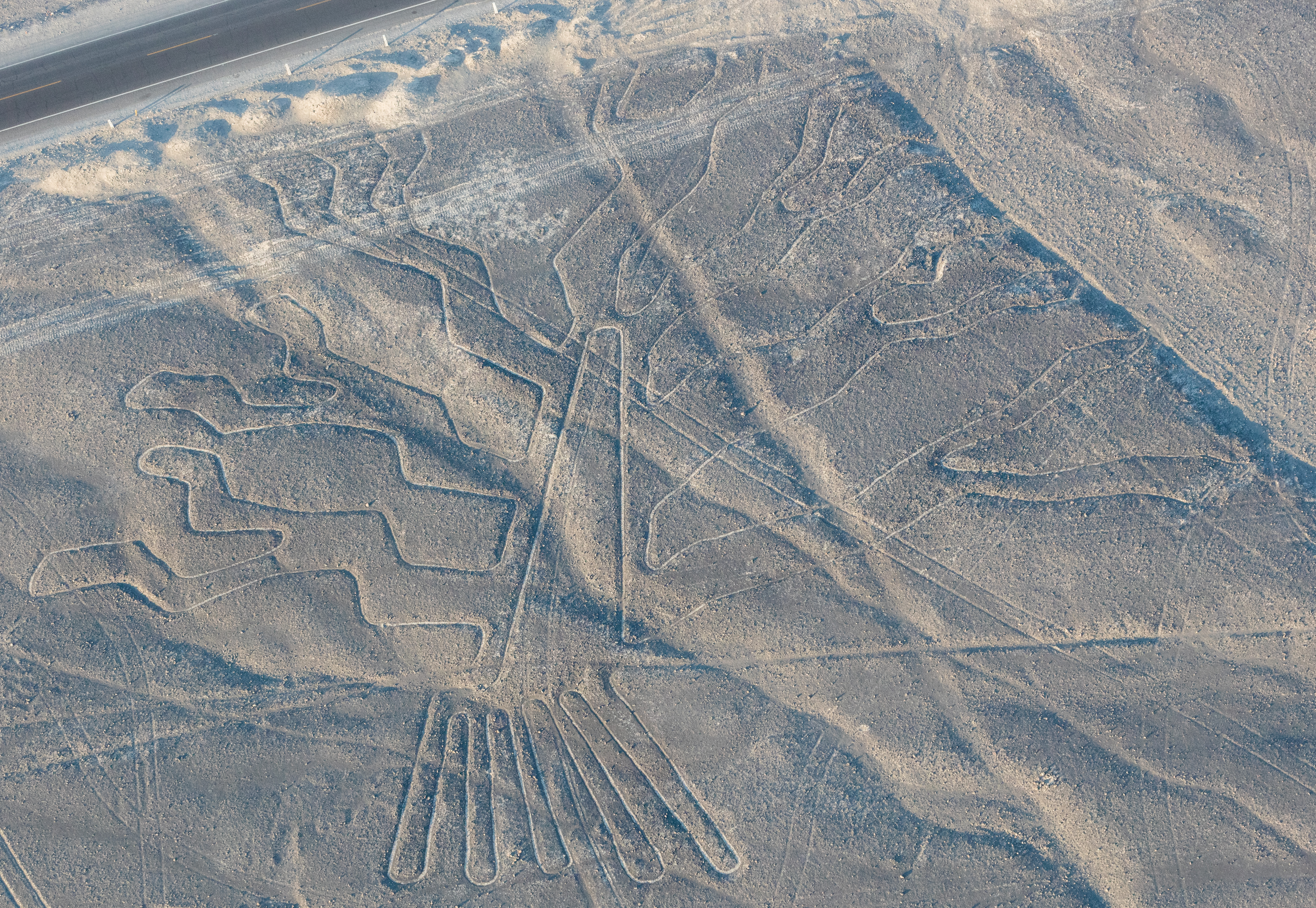
El árbol
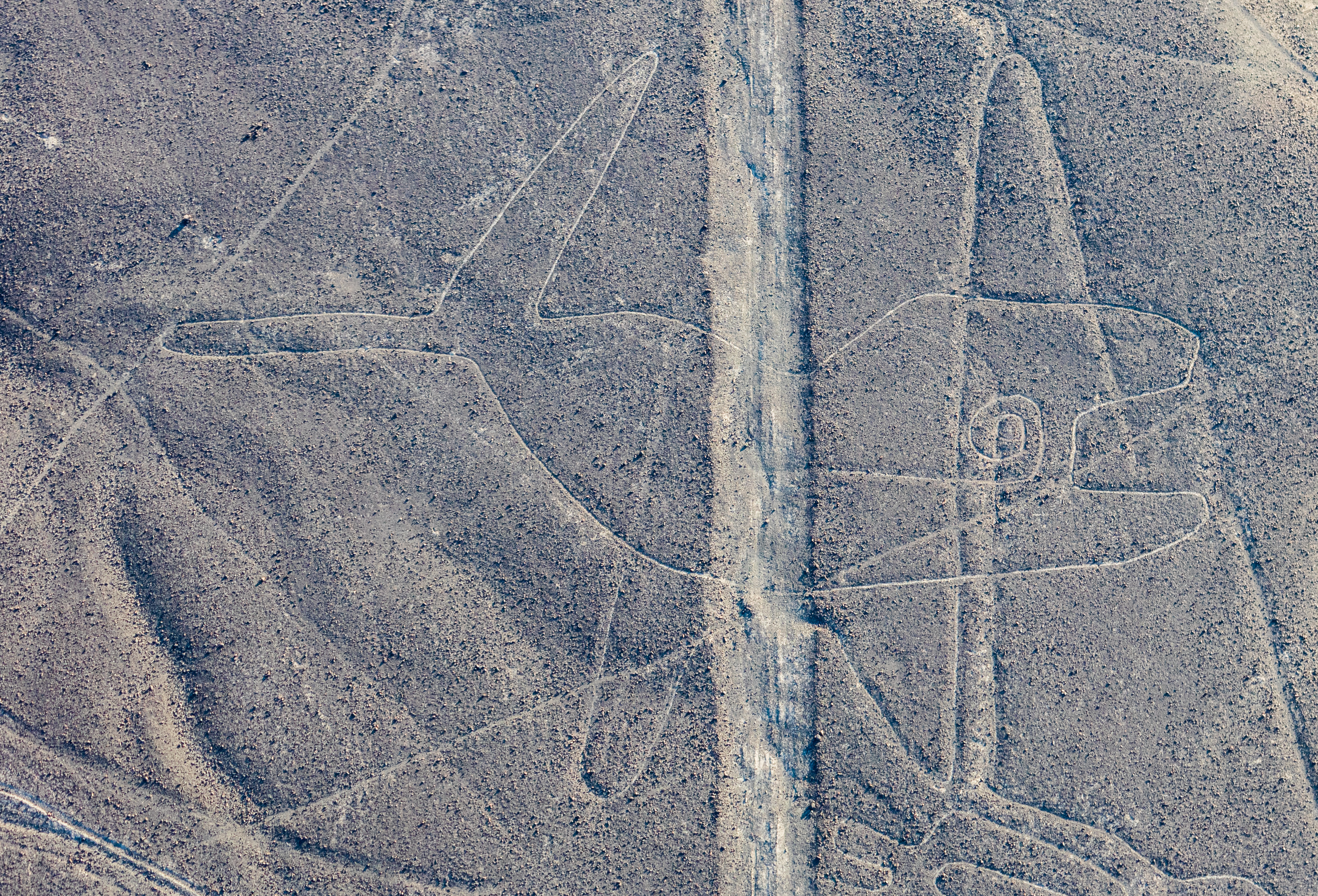
La ballena
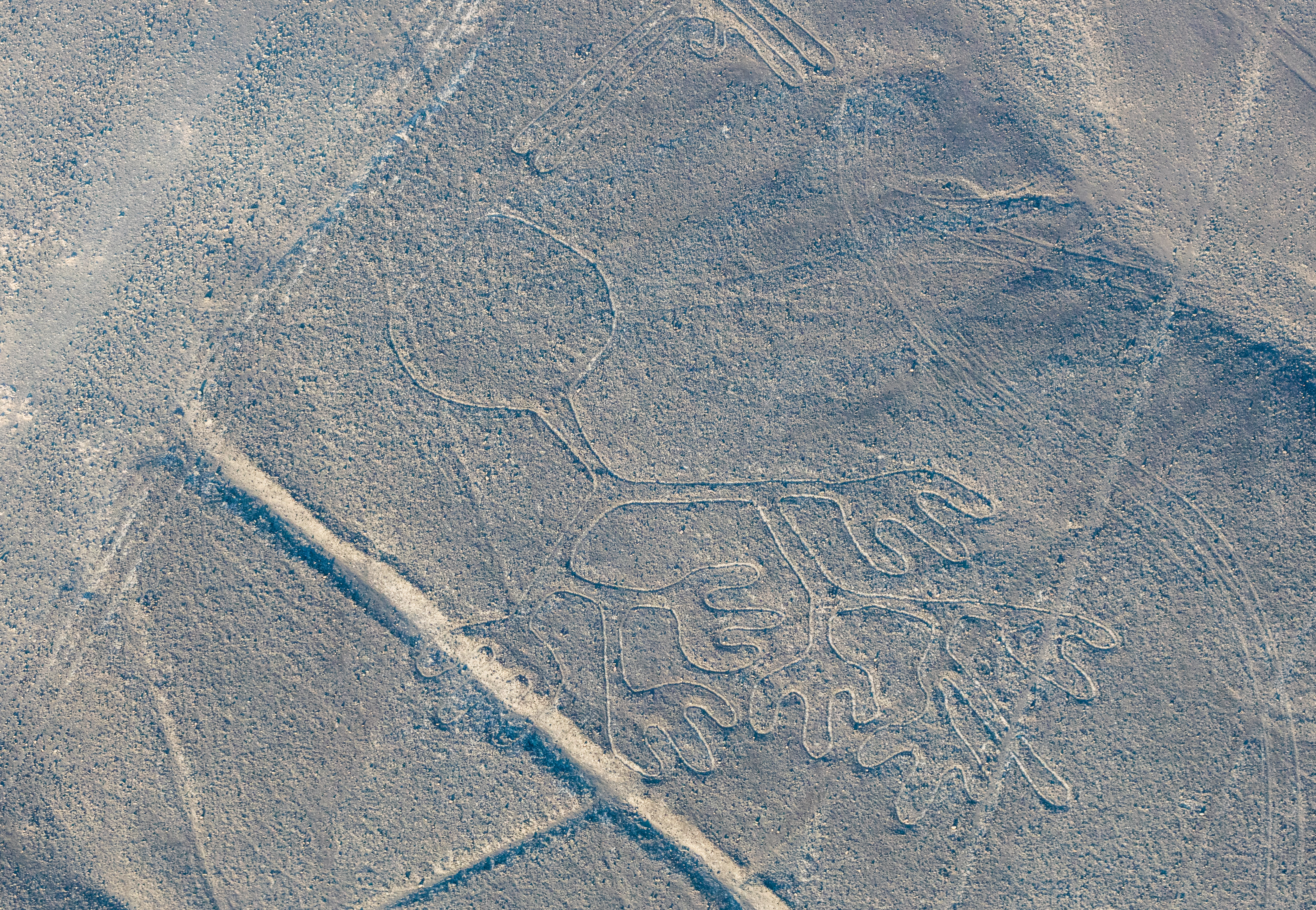
El cactus
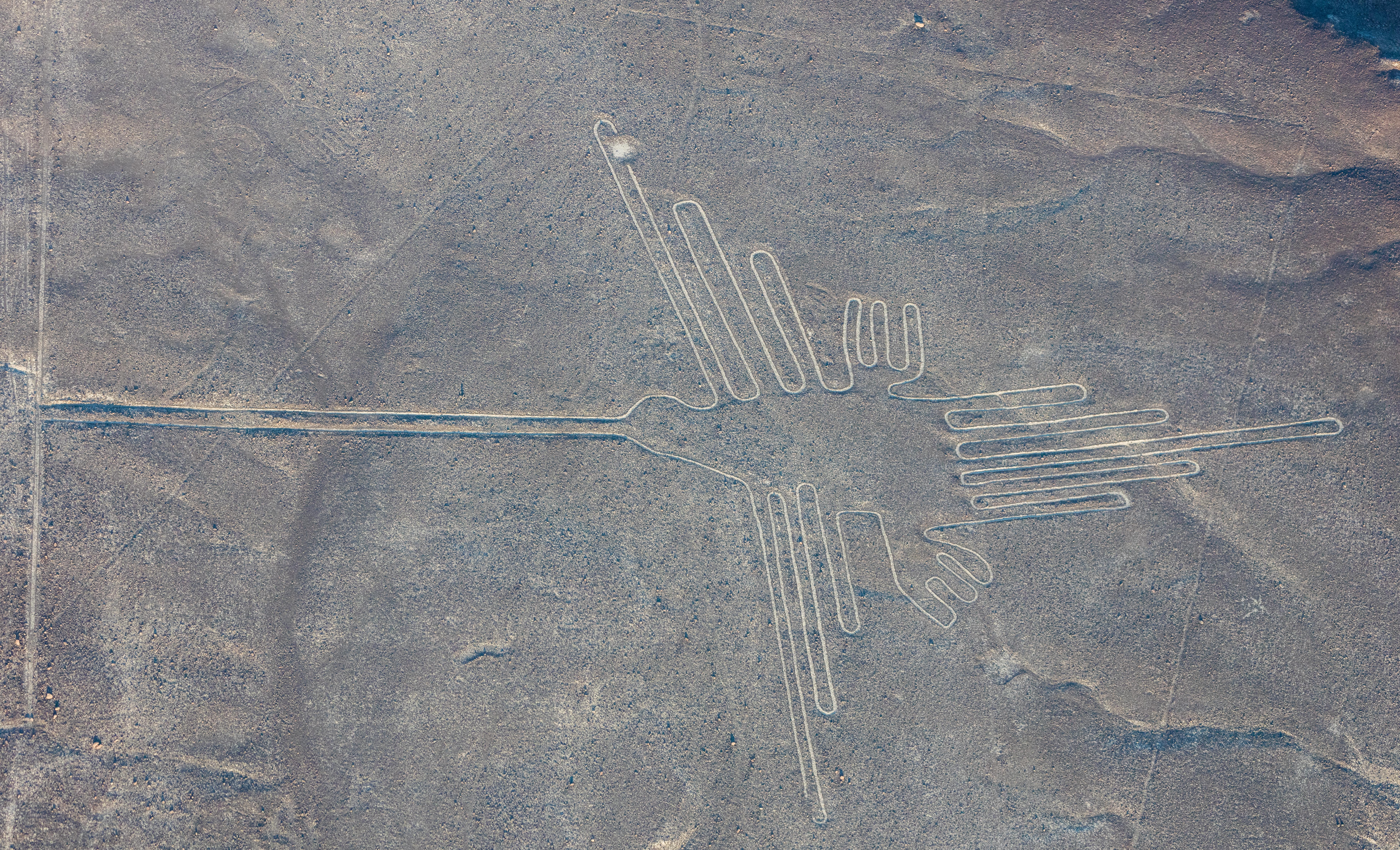
El colibrí
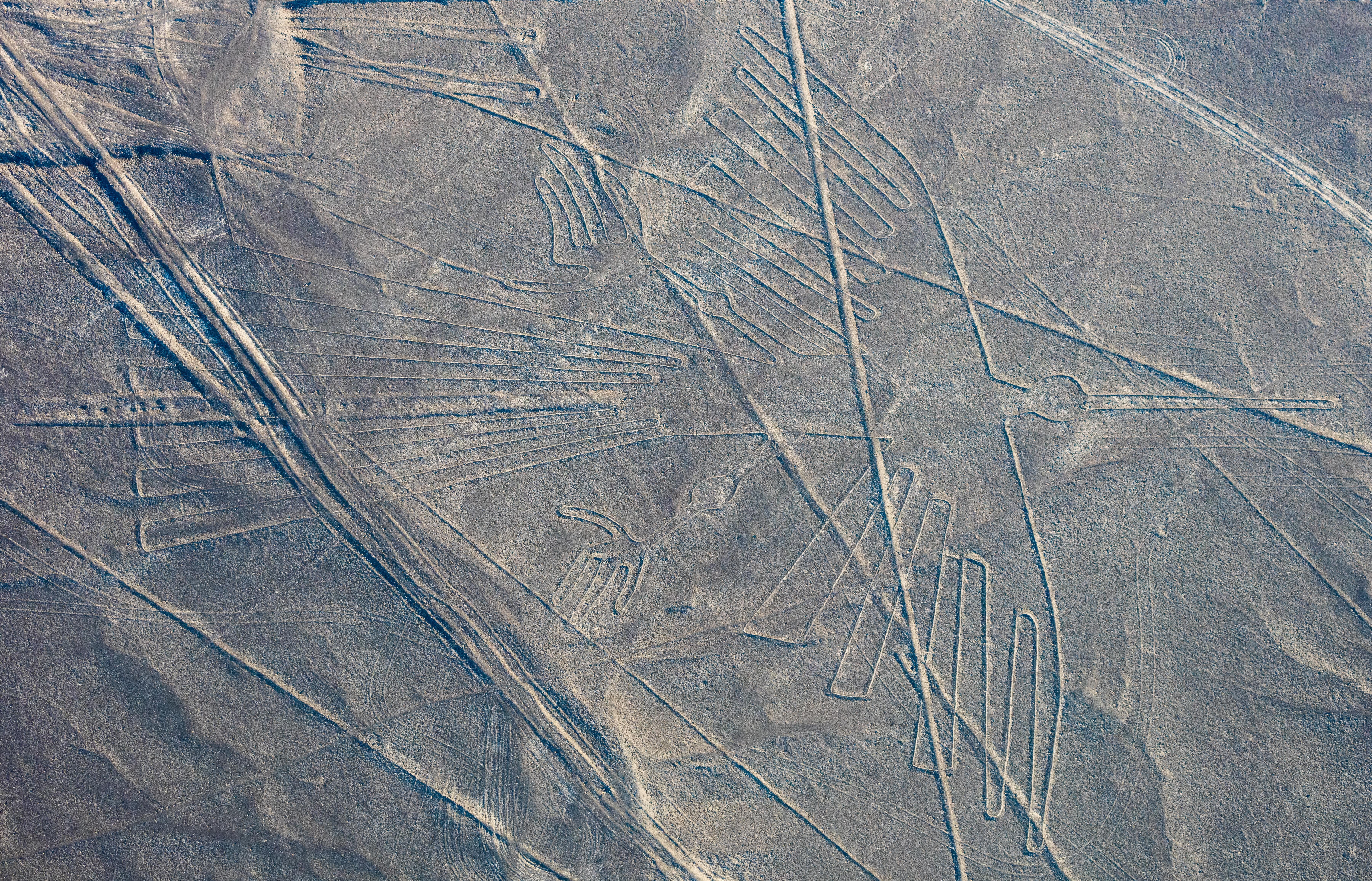
El cóndor
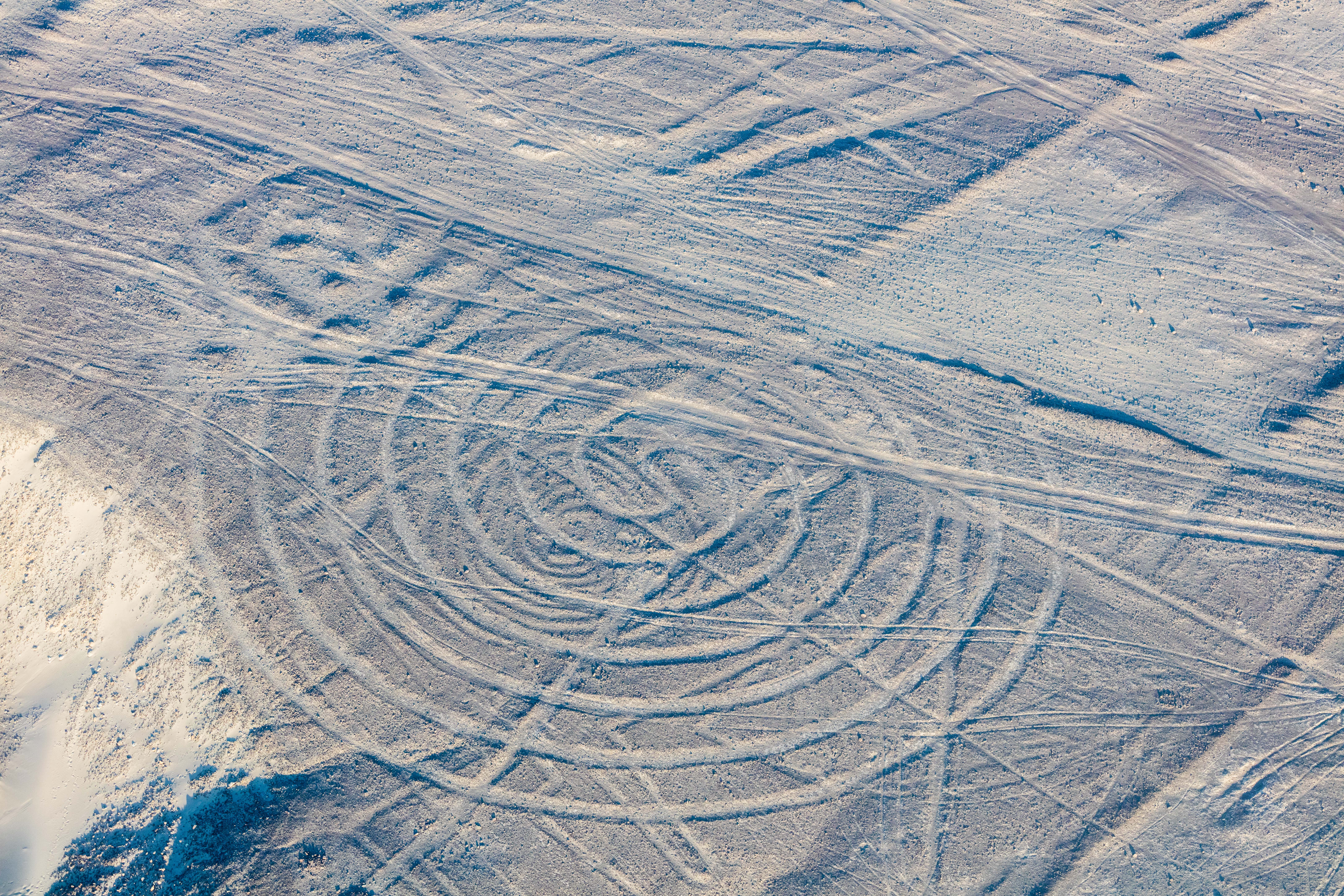
La espiral
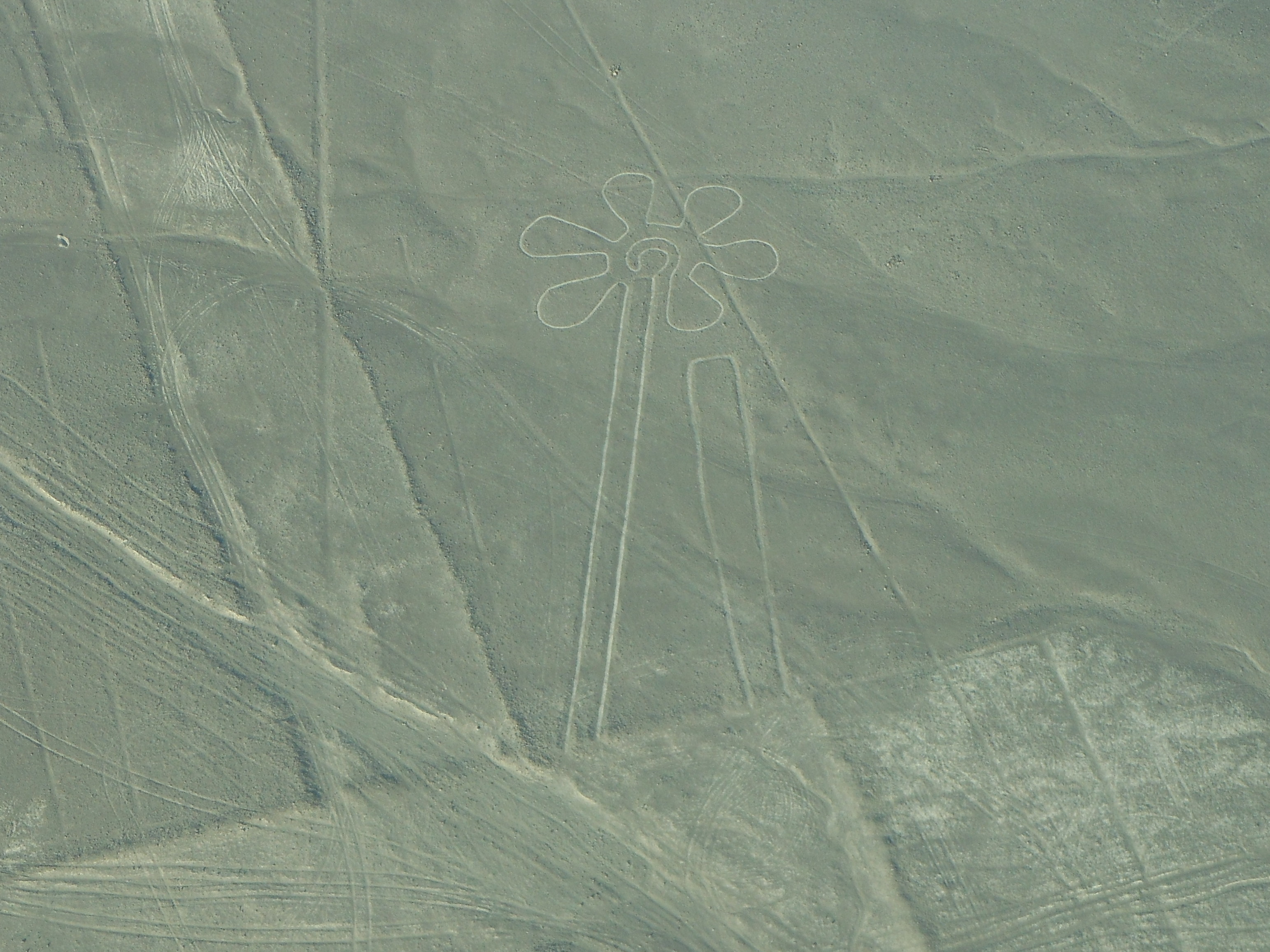
La flor
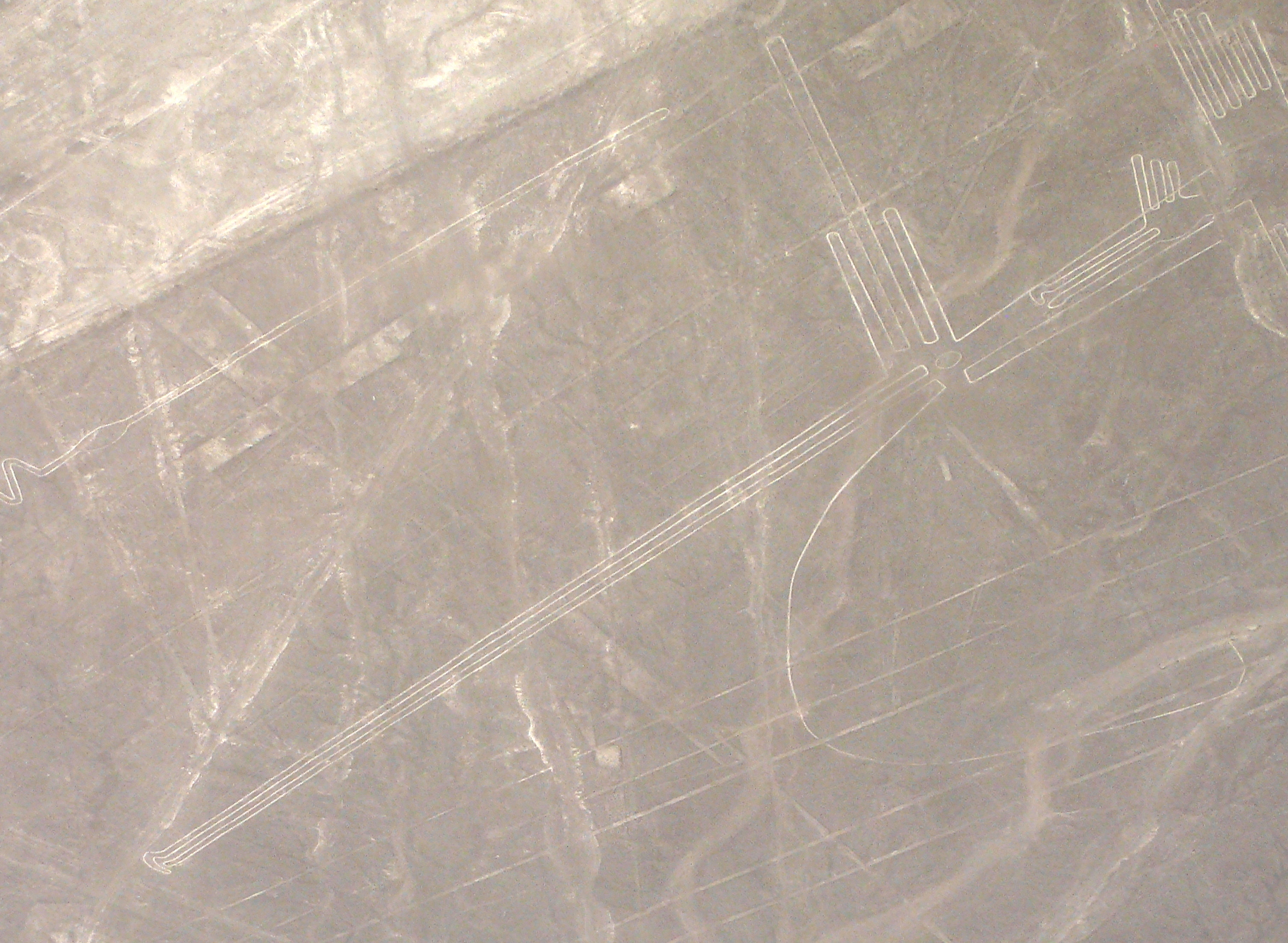
La fragata
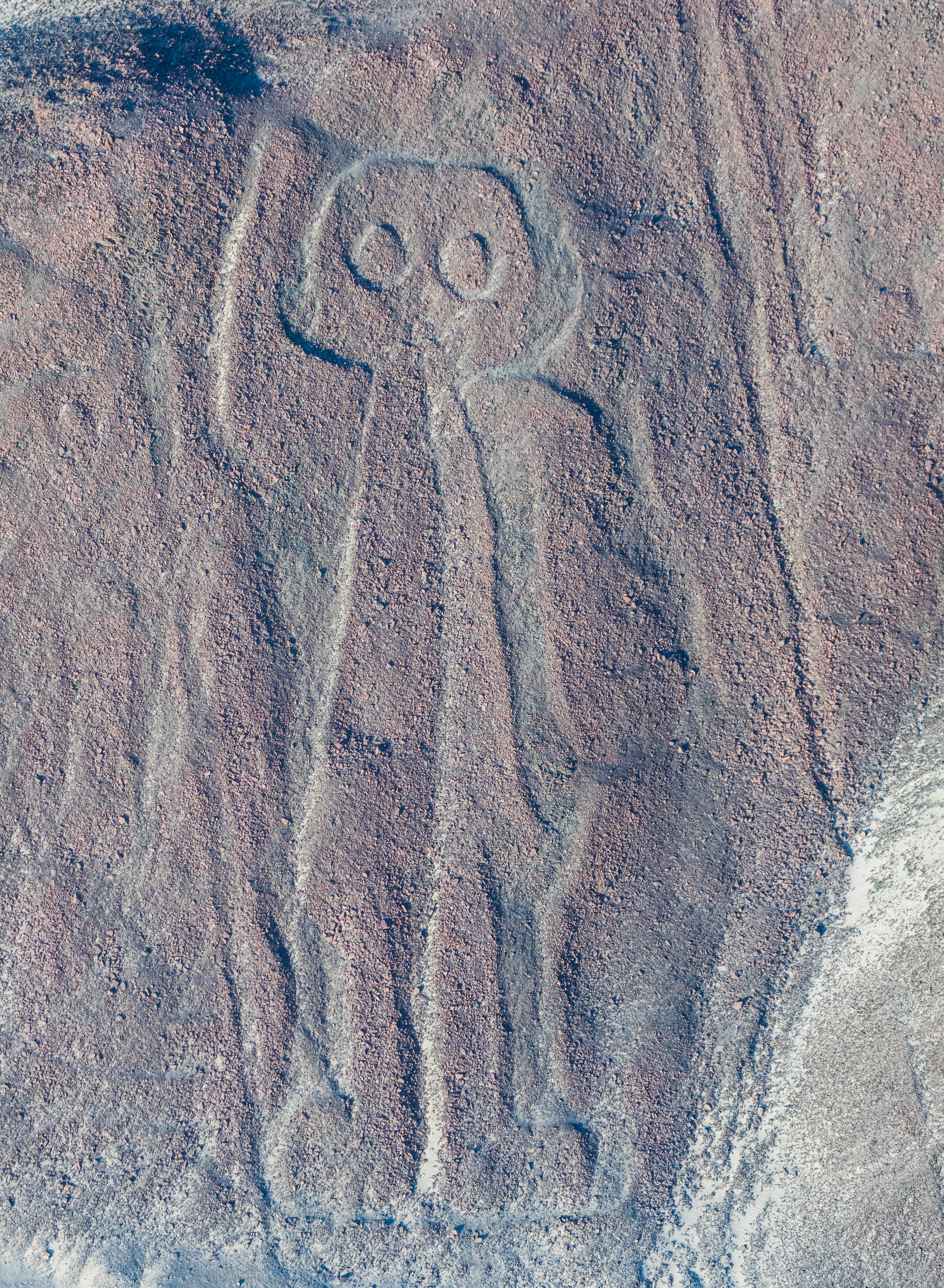
El hombre-búho o El astronauta
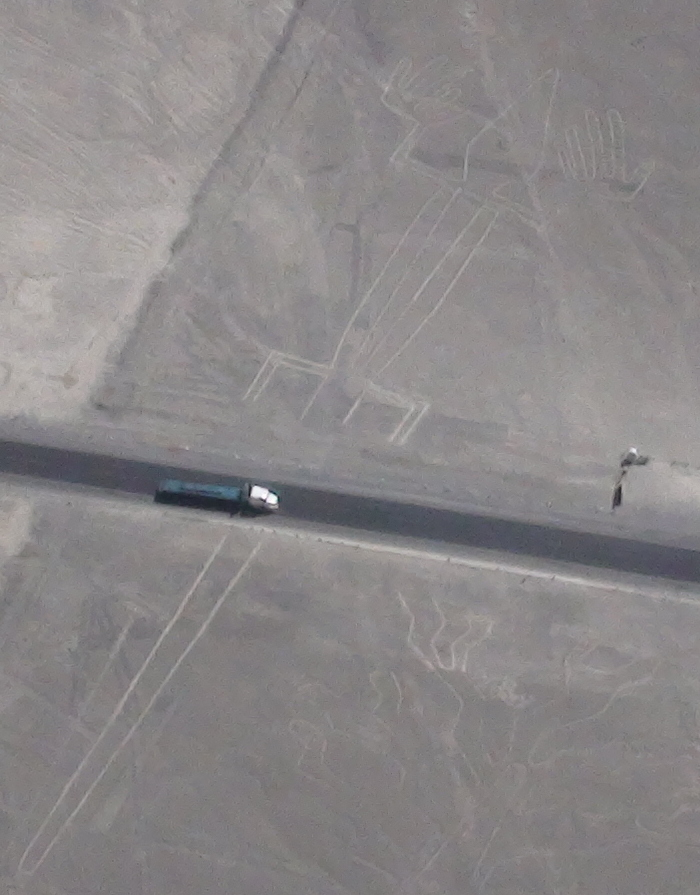
El lagarto
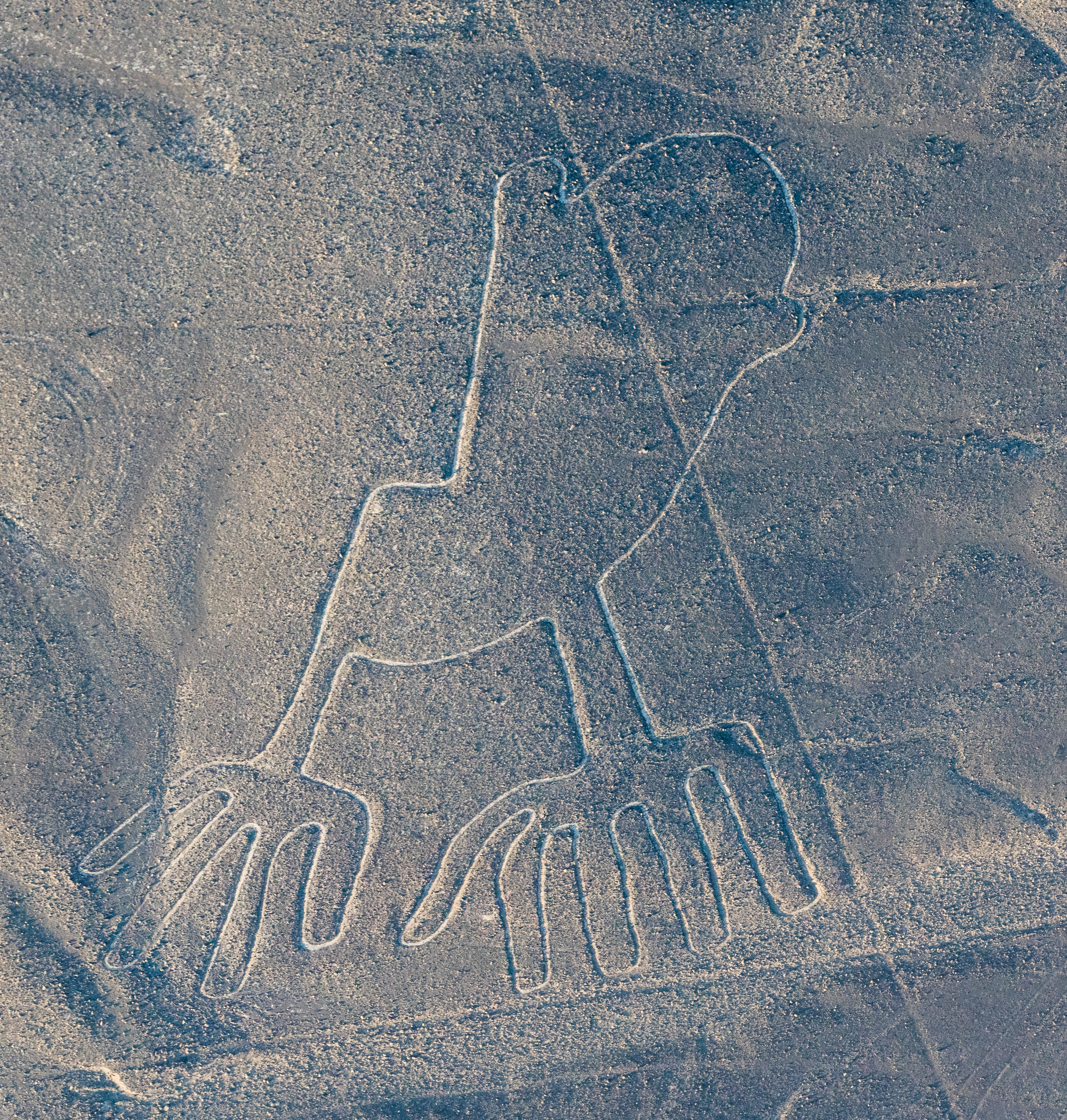
Las manos
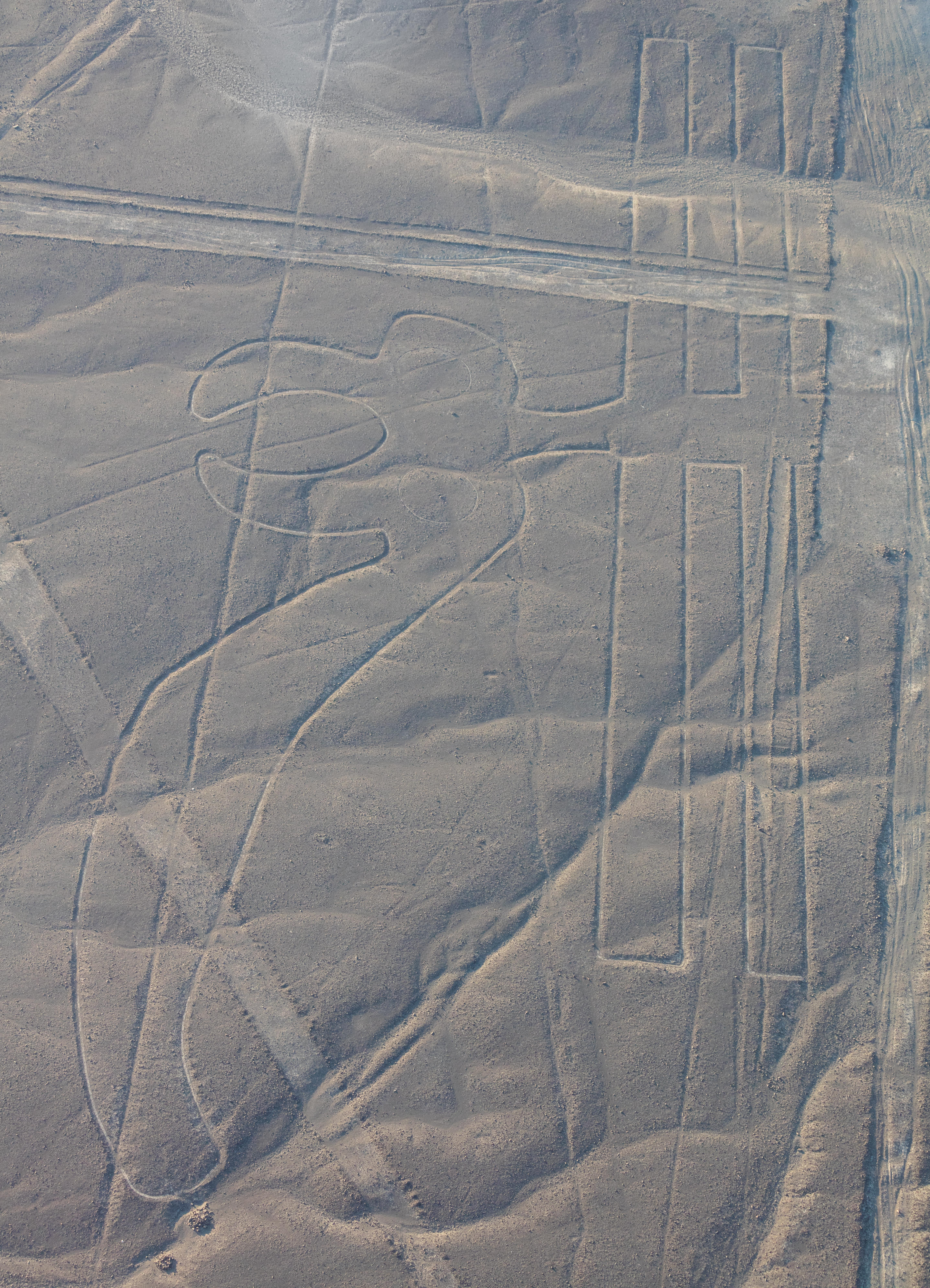
El loro
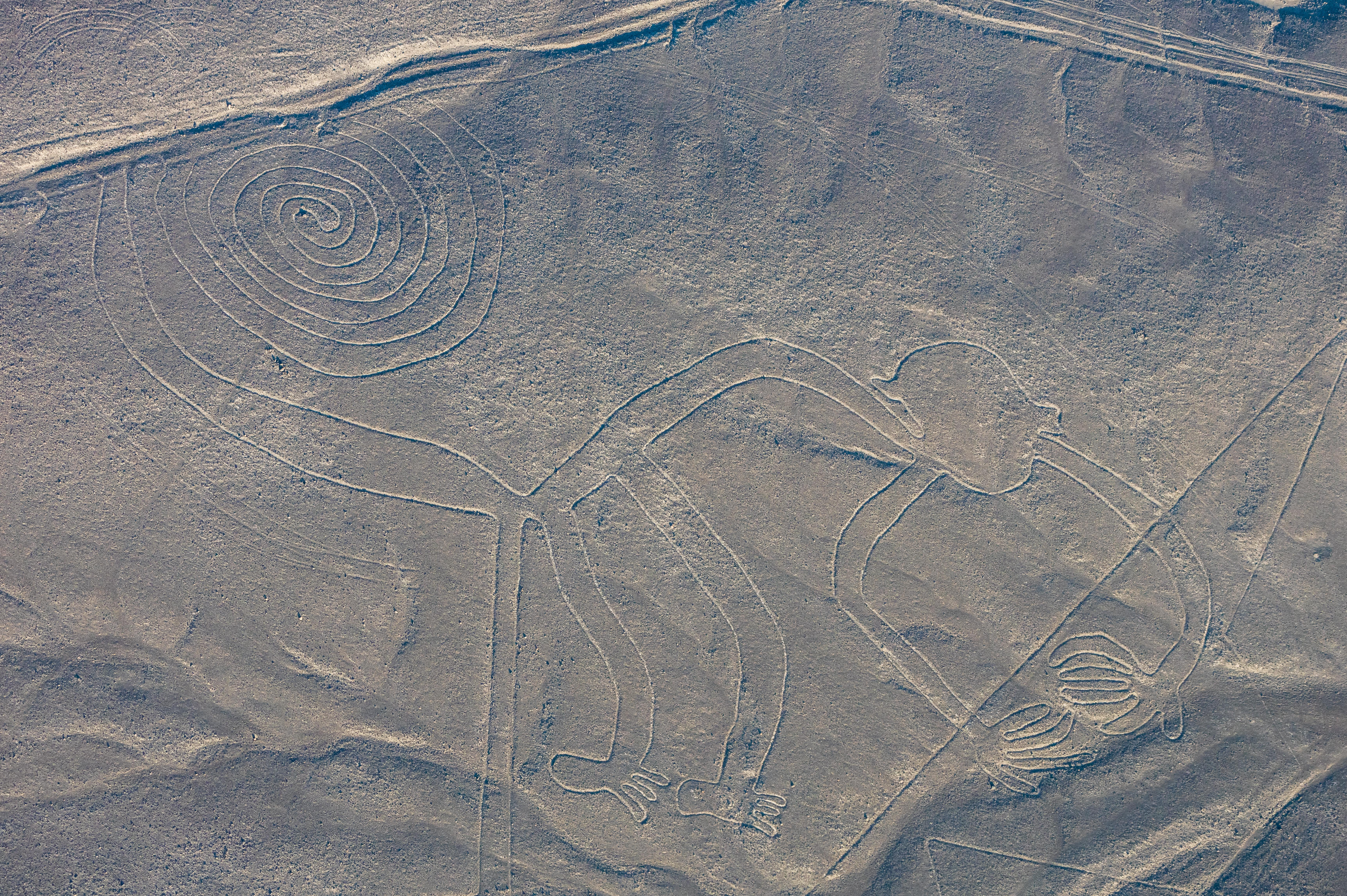
El mono
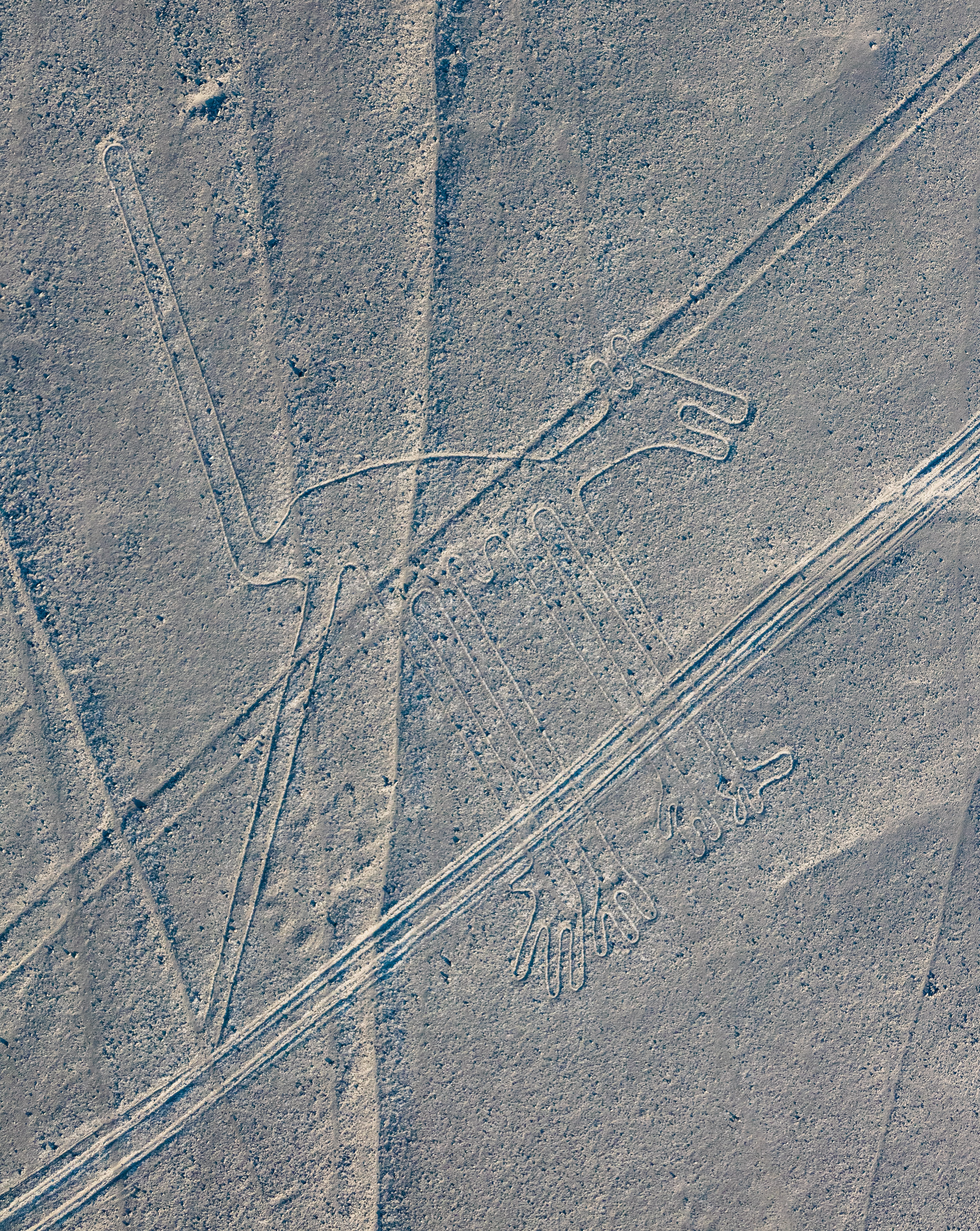
El perro
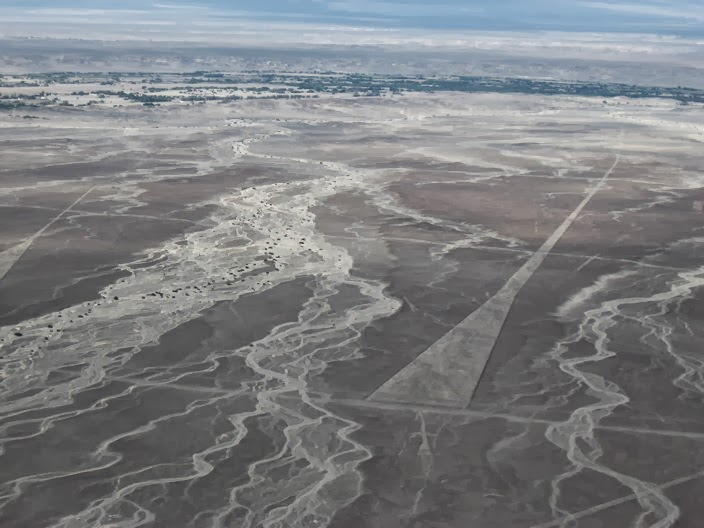
Líneas tipo pista de aterrizaje

## Pseudoarqueología
El escritor suizo Erich von Däniken las dio a conocer en 1968 en Recuerdos del Futuro (¿Carrozas de los Dioses? en ediciones posteriores), libro del cual vendió millones de ejemplares. Las consideraba una de las pruebas de que las sociedades del pasado habían recibido la visita de extraterrestres que habían influido en la Historia. Según esta particular visión, Nazca era un complejo para el aterrizaje de las naves de unos visitantes que el ser humano había después convertido en dioses. La idea fue pronto refutada, ya que no cuadraba que unos prodigiosos visitantes volasen en unas naves que necesitaran de largas pistas, algo propio de los sencillos aviones terrestres. Además parece bastante difícil presentar como una pista de aterrizaje la espiral de la cola de un mono, por mucho que el simio mida 135 metros, o el zigzagueante cuello de un gigantesco pájaro de 300 metros. Tras demostrarse lo descabellado de su idea, pasó a defender que se trataba de una obra indígena concebida con el objeto de propiciar la vuelta de los dioses extraterrestres. Curiosamente, a pesar de lo que afirma Von Däniken, los arqueólogos descartaron desde el principio que se tratara de carreteras y que fueran incas nunca lo han contemplado, porque los incas todavía no existían cuando fueron hechas. Es posible que los nazcas solo quisieran que su obra se viera desde el cielo porque consideraban las alturas el lugar donde está la morada de los dioses, idea que han compartido muchas civilizaciones a lo largo de la historia.

## Daños a las líneas de Nazca
Gran parte de los grandes daños son producidos por causas humanas como las invasiones, la minería informal y los saqueos, asimismo, las condiciones ambientales como el tiempo atmosférico y la erosión.
La Dirección Desconcentrada de Cultura de Ica informó la vigilancia con drones y contratación de personal.
- En 1928, se inició la construcción de una pista de aterrizaje de lo que sería el primer caso de daño documentado.
- En 1938, debido a la construcción de la carretera Panamericana Sur la figura cola del Lagarto es dividida en dos partes.[16]
- En febrero de 2009, un corrimiento de tierra dañó la figura de la mano, ala delta, el árbol y las aves marinas.[17]
- En el 2010, se inició la posesión de invasores sobre las figuras de un trapecio y tres líneas paralelas.[18]
- En el 2013, durante la realización del Rally Dakar de 2013, los asistentes causaron daños.[19]
- El 8 de diciembre de 2014, durante la celebración de la XX Conferencia sobre Cambio Climático, la organización ambientalista Greenpeace intervino con la colocación de grandes pancartas con la frase "Time for Change! The future is renewable, Greenpeace" ("¡Tiempo de cambio! El futuro es renovable, Greenpeace") alrededor de la figura denominada colibrí.[20][21][22][23] La intervención produjo daños en la figura indicada, específicamente, las huellas de su paso y la aparición de una "línea" alrededor de la figura declarada zona restringida,[24] por lo que, el 9 de diciembre, el Ministerio de Cultura denunció a la organización ante la fiscalía.[25]
- En septiembre de 2015 un individuo ingresó y escribió su nombre en uno de los geoglifos. El hombre fue detenido y puesto a disposición de la fiscalía.[23]
- El 27 de enero de 2018 a las 18:00 (hora local), un camión, luego de desviarse de la carretera Panamericana con la supuesta intención de evitar el pago de un peaje (según el camionero, se desvió como medida de emergencia luego de una falla mecánica), ingresó a la zona de las líneas de Nazca, dañando una superficie de 100 metros de largo por 50 metros y "parte de tres geoglifos de líneas rectas".[23] La fiscalía de Perú lo acusó del delito de atentado contra el patrimonio cultural, pidiendo nueve meses de prisión para él.[26]
- El 7 de enero de 2024 una avioneta aterrizó sobre las líneas de Nazca. La Dirección Desconcentrada de Cultura de Ica señaló la afectación y alteración de 3 líneas del paisaje cultural.[27]
- En mayo de 2025, el docente universitario César A. Ipenza alertó de que colectivos de minería informal habían solicitado al gobierno de Dina Boluarte que les cediera terrenos para su uso. Esto coincidió con el anuncio del ministro de cultura Fabricio Valencia de reducir el área protegida de 5633.47 a 3235.94 kilómetros cuadrados.[28] El Ministerio de Cultura reconoció que en esa zona había actividades de minería ilegal.[29] La reducción fue criticada en medio de la preocupación por este mismo motivo,[30] lo que llevó al ministerio a revertir su decisión poco después.[31]